# Rhipidocladum pittieri
Rhipidocladum pittieri är en gräsart som först beskrevs av Eduard Hackel, och fick sitt nu gällande namn av Mcclure. Rhipidocladum pittieri ingår i släktet Rhipidocladum och familjen gräs. Inga underarter finns listade i Catalogue of Life.